# 塞纳托宫
塞纳托宫又译为元老宫（Palazzo del Senato）是意大利米兰市中心的一座巴洛克建筑。它现在是国家档案馆（Archivio di Stato），位于塞纳托大街10号。

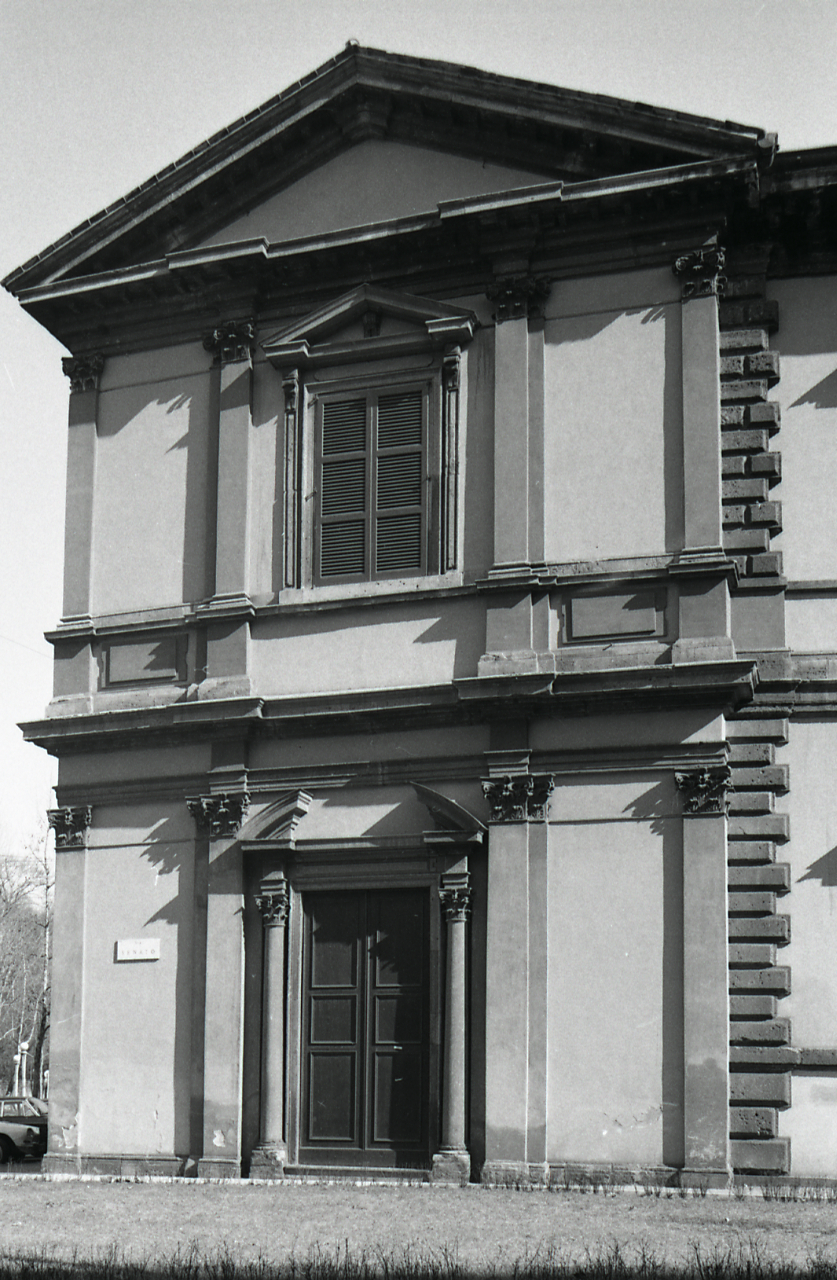
教堂的立面并入了宫殿。保罗·蒙蒂（Paolo Monti）摄影，1971年

宫殿始建于1608年，由枢机主教费德里科·博罗梅奥, 当时他希望建立一所瑞士神学院（Collegio Elvetico）。该处保存着古代謙卑者派修女院的废墟。该项目的设计最初分配给法比奥·曼戈内，但由弗朗切斯科·玛丽亚·里奇尼完成。后一位建筑师通过凸出的立面，解决了神学院与相邻教堂的问题。它在右侧向前弯曲，以使该侧的边缘与教堂匹配。1786年，它成为哈布斯堡王朝奥地利帝国的政府机关的所在地。1797年，入侵的法国人在此设立阿尔卑斯山南共和国的众议院。在1805年至1814年，当时米兰是意大利王国的首都, 宫殿用作参议院。宫殿前立有胡安·米罗的雕像。